# Мерфи, Уильям
Уи́льям Па́рри Мёрфи (англ. William Parry Murphy; 6 февраля 1892, Стоутон, Висконсин, США — 9 октября 1987) — американский врач, лауреат Нобелевской премии по физиологии и медицине в 1934 году (совместно с Джорджем Уиплом и Джорджем Майнотом) «за открытия, связанные с применением печени в лечении пернициозной анемии».

## Биография
Мерфи родился 6 февраля 1892 года в Стоутоне, штат Висконсин, и в юности переехал в Кондон, штат Орегон. Отец — Томас Фрэнсис Мерфи (1852 г.), служитель общины, и мать — Роза Анны Парри Мерфи (1864 г.).
Он получил образование в государственных школах Висконсина и Орегона, закончил обучение в Медицинской школе Университете Орегона в Портленде (1916—1917), прошёл летний курс в Медицинской школе Раша, Чикаго, Иллинойс (1917), получил степень магистра в 1922 году в Гарвардской медицинской школе. В период с 1920 по 1922 год он служил домашним офицером в больнице штата Род-Айленд, Провиденс. В 1923 году стал ассистентом по медицине в Гарвардской медицинской школе (1923—1928). С 1924 по 1958 год он преподавал в Гарвардской медицинской школе на разных должностях (преподаватель по медицине (1928—1935), младший специалист по медицине (1935—1958) и почётныйй лектор медицины (1958)). Сотрудничал с больницей Питера Бента Бригама (младший медицинский работник (1923—1928), ассистент в медицине (1928—1935), старший научный сотрудник по медицине (1935—1958) и старший научный сотрудник в области медицины и консультант по гематологии (1958)). На протяжении всей своей карьеры он работал врачом-консультантом в больнице Маунт-Оберн в Кембридже, штат Массачусетс, в больнице Мелроуз, штат Массачусетс, и в городской больнице Куинси, штат Массачусетс.
В 1924 году Мерфи проводит серию опытов над собаками, вызывая искусственную анемию, затем исследует процесс восстановления с помощью различных продуктов, выявляя наиболее продуктивные. В данном эксперименте, он обнаружил, что именно печень способствует наиболее быстрому процессу восстановления. Затем Майнот и Уиппл выявляют, что основным элементом быстрого лечения анемии от кровотечений является железо. Однако в остальных случаях анемии оно было не столь эффективным. Активным ингредиентом в этом случае, случайно найденным, было не железо, а водорастворимый экстракт, содержащий новое вещество. Из этого экстракта химики в конечном итоге смогли выделить витамин B12 из печени. Еще до того, как витамин был полностью изучен, знание того, что сырая печень и ее экстракты лечили пернициозную анемию (ранее неизлечимое заболевание), было значительным достижением в медицине.
В 1930 году Мерфи был удостоен премии Кэмерона за терапию в Эдинбургском университете с Джорджем Майнотом.
В 1951 году Мерфи был одним из семи нобелевских лауреатов, которые приняли участие в 1-м собрании нобелевских лауреатов Линдау.

### Семья
Мерфи женился на Перл Харриетт Адамс (умерла в 1980 году) 10 сентября 1919 года. У них был сын Уильям П. Мерфи-младший и дочь Присцилла Адамс.

### Премии и награды
Вместе с Джорджем Р. Майно, Кэмерон удостоен Премии Университета Эдинбург, за их работу по пернициозной анемии (1930), Бронзовая медаль Американской медицинской ассоциации за его выставку, демонстрирующую методы лечения анемии с помощью экстракта печени, Золотая медаль Массачусетского гуманитарного общества (1935), Национальный орден заслуг Карлос Дж. Финлэй, Куба (1952), и командор ордена Белой Розы, Финляндия (1934).
Мерфи был членом многих профессиональных обществ, в том числе: Американской медицинской ассоциации; Американское общество клинических исследований, Американская ассоциация развития науки, Международное общество гематологии, Общество искусств и наук, а также Немецкая академия естественных наук Леопольдина. а также служил два срока президентства в Бруклайн Ротари Клуб, штат Массачусетс.